# Horner Linde

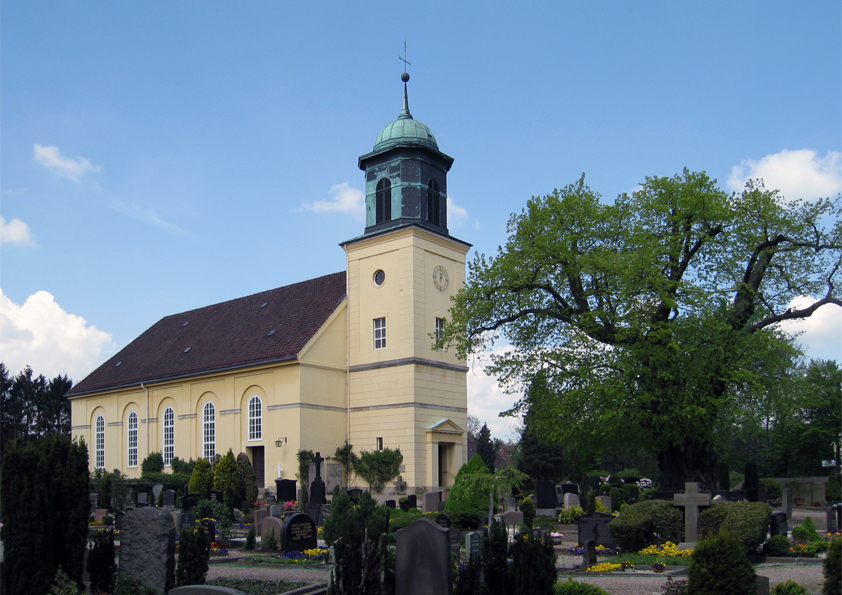
Die Horner Linde vor der Kirche zum Heiligen Kreuz im Jahr 2008

Die Horner Linde ist ein markanter Einzelbaum im Bremer Stadtteil Horn-Lehe. Die Linde, die auf dem Friedhof vor der Kirche Zum Heiligen Kreuz steht, ist zirka 900 Jahre alt. Sie ist damit der älteste Baum Bremens und einer der ältesten Bäume Norddeutschlands.

## Geschichte
Die Horner Linde ist ein Zeugnis der Besiedlung Horns im 12. Jahrhundert auf einem erhöhten Landstück zwischen Kleiner Wümme und Gete. Die Linde wurde vermutlich kurz nach dem Bau der ersten Kapelle Sanctae Crucis tom Horne gepflanzt. Der Baum diente ursprünglich als Gerichtslinde, hier befand sich die Gerichtsstätte dinghe tho dem Horne an der im frühen Mittelalter der Thing abgehalten wurde. 1380 wird die Horner Linde erstmals urkundlich erwähnt.

## Der Baum

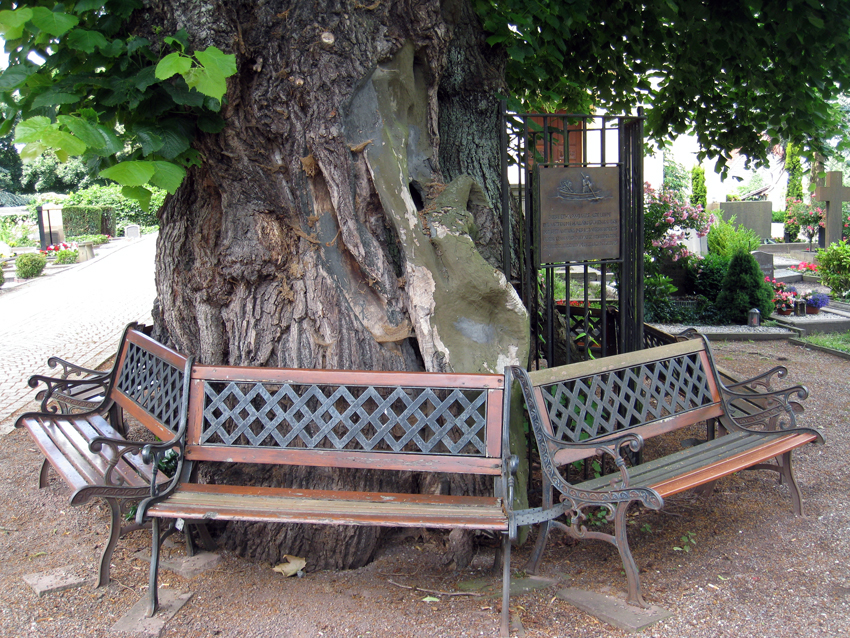
Stamm der Horner Linde

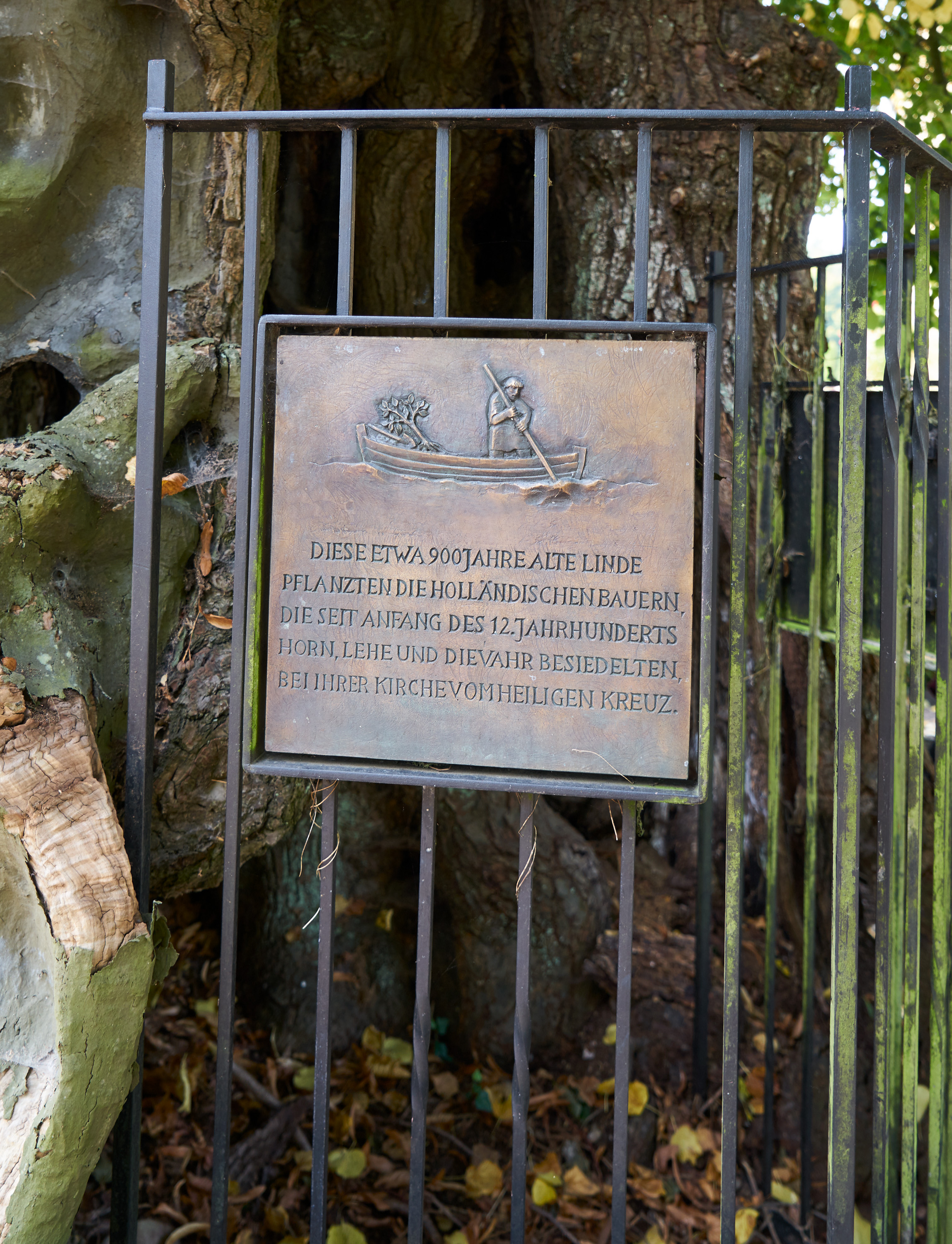
Infotafel

Die Linde ist aus drei Stämmen zusammengewachsen und hat einen Durchmesser von mehr als vier Metern. Bis Ende der 1960er Jahre war sie von einer großen Rundbank umgeben, heute von mehreren einzelnen Bänken. Eine Tafel mit einer Inschrift erinnert an die Geschichte der Linde und des Ortes:
„Diese etwa 900 Jahre alte Linde pflanzten die holländischen Bauern, die seit Anfang des 12. Jahrhunderts Horn, Lehe und die Vahr besiedelten, bei ihrer Kirche vom Heiligen Kreuz.“